# Myrmanu
Myrmanu Prószynski, 2016 è un genere di ragni appartenente alla famiglia Salticidae.

## Distribuzione
Le 2 specie sono state reperite in Madagascar.

## Tassonomia
Per la descrizione delle caratteristiche di questo genere sono stati esaminati gli esemplari tipo di Myrmarachne nubilis Wanless, 1978.
Non sono stati esaminati esemplari di questo genere dal 2016.
Attualmente, a gennaio 2022, si compone di 2 specie:
- Myrmanu mahasoa (Wanless, 1978) — Madagascar
- Myrmanu nubilis (Wanless, 1978)[2] — Madagascar